# Hugo: På Nye Eventyr
Hugo: På Nye Eventyr (traducibile "Le nuove avventure di Hugo") è un videogioco d'azione pubblicato per Amiga e MS-DOS dalla software house danese SilverRock Productions. Esso si suddivide in due parti (Del) uscite separatamente, la prima nel 1991 mentre la seconda nel 1992. La versione per Mac OS, intitolata semplicemente Hugo, incorpora ambedue le parti in un solo dischetto e venne commercializzata tra il 1993 e il 1994.
Come il precedente Skærmtrolden Hugo, il titolo apparve per il gioco televisivo interattivo dello stesso nome, ove i concorrenti, all'interno del programma contenitore di TV 2 Eleva2ren, partecipavano da casa utilizzando come controlli i tasti del telefono fisso. Per la prima volta aveva una storia ben precisa e autoconclusiva, creata appositamente per rendere più accattivanti le avventure di Hugo: la strega Scilla arriva a casa del troll e rapisce sua moglie Hugolina e i tre figli piccoli (TrolleRit, TrolleRat e TrolleRut) perché ha bisogno di loro per un trattamento magico di bellezza. Hugo deve affrontare una serie di pericolose sfide per raggiungere e salvare la sua famiglia e forse persino eliminare l'odiosa e crudele Scilla per riportare la pace nella Foresta dei Troll.
Tutti i livelli che compongono il gioco originale riapparvero nelle raccolte per Windows Hugo Gold e Hugo Classic #1. Sono presenti anche in Hugo per PlayStation e Hugo XL per PC, con grafica e audio migliorati (incluse tracce musicali per ogni livello). Alcuni dei livelli furono portati da Infogrames per Game Boy nel 1997 come Hugo 2, e per Game Boy Color nel 1999 come Hugo 2½.

## Modalità di gioco
A inizio partita si può optare tra le modalità TV-Version, fedele al gioco televisivo originale, e Arcade-Version, per una maggiore difficoltà durante la sessione. I primi due livelli sono diversi a seconda della parte in cui si sta giocando. Di seguito sono elencate le descrizioni della prima parte:
- "Carretto" (o "Treno") - Hugo trova un vecchio binario che conduce alla tana di Scilla. Il giocatore dovrà aiutare il troll e il suo carretto a raggiungere la destinazione cambiando binario, scansando le locomotive a vapore in arrivo e raccogliendo sacchi d'oro;
- "Alpinismo" (o "Montagna"): Hugo corre attorno a una montagna seguendo un sentiero sulla scogliera fino alla tana della strega sulla cima, schivando enormi pietre rotolanti e voragini e cercando di raccogliere sacchi d'oro.

Le prossime descrizioni sono quelli della seconda parte:
- "Foresta" - Hugo vaga orizzontalmente per la foresta alla ricerca del nascondiglio di Scilla, evitando le varie trappole tese dalla strega, che, una volta scoperto il suo arrivo, invia una nuvola temporalesca sull'intera foresta (il luogo diventa oscuro e malvagio);
- "Aereo" - Hugo pilota un biplano attraverso un violento temporale evocato da Scilla verso la sua tana, evitando nubi di fulmini e palloni trasportatori di bombe, mentre raccoglie oro. Il giocatore deve tenere d'occhio anche la non rifornibile riserva di carburante del mezzo.

Nel terzo e ultimo livello, la "Grotta del Teschio", Hugo arriva finalmente di fronte a Scilla che tiene prigioniera la sua famiglia in una gabbia e ora deve indovinare la corda corretta tra quattro per avere la possibilità di sconfiggerla in una scena basata puramente sulla fortuna. Due delle corde libereranno sempre la famiglia di Hugo, ma il destino della strega varierà. O fuggirà trasformandosi in un'aquila per volare via, il che raddoppia il punteggio complessivo, oppure finirà magicamente legata con una corda e prontamente espulsa a testa in giù dalla finestra da un lanciatore a molla, triplicando il punteggio nel caso migliore. Se Hugo sceglie male, tuttavia, sarà lui a finire legato e lanciato fuori dalla tana nello stesso modo, e il fallimento critico lascerà invariato il punteggio del gioco.

## Accoglienza
Hugo: På Nye Eventyr ha ricevuto recensioni contrastanti e spesso negative dalla stampa specializzata. Det Nye COMputer, testando le due parti originali, constatò che nonostante abbiano una grafica avanzata il loro gameplay è monotono. Secondo Francisco Delgada di PC Manía, sebbene Hugo "non sia un brutto gioco", è "un po' insipido e ripetitivo, soprattutto perché la versione videoludica differisce da quella televisiva solo per la difficoltà". Arkadiusz Matczyński di Świat Gier Komputerowych lo raccomandò come un gioco "fantastico" per i giovani utenti Amiga, ma ha osservato che il pubblico più maturo potrebbe annoiarsi rapidamente. Harald Wagner di PC Games notò che il titolo anche sui PC non riesce a discostarsi il più possibile dalla originale controparte televisiva. Infine, Power Play sostenne che non può competere con i giochi "veri" e rimane un noioso clicker interattivo con il fascino di un cetriolo sottaceto.